# Anthidiellum zebra
Anthidiellum zebra är en biart som först beskrevs av Heinrich Friese 1904.  Anthidiellum zebra ingår i släktet Anthidiellum och familjen buksamlarbin. Inga underarter finns listade i Catalogue of Life.